# 요나이자와정
요나이자와정(米内沢町)은 아키타현 기타아키타군에 있던 정이다. 현재의 기타아키타시 북서부, 아키타내륙종관철도 아키타내륙선의 요네우치자와역 주변에 해당한다.

## 역사
- 1889년 4월 1일 - 정촌제 시행에 의해 3촌의 구역으로 요나이자와촌이 성립하였다.
- 1902년 6월 14일 - 정으로 승격해 요나이자와정이 되었다.
- 1956년 9월 30일 - 마에다촌과 합병해 모리요시정이 성립하였다. 동일 요나이자와정이 폐지되었다.

## 교통

### 철도
- 일본국유철도 오우 본선

### 도로
- 아니 가도 (현:국도 105호선)
- 고조메 가도(현:국도 285호선)